# Дело «Исаева против России»
Дело «Исаева против России» — судебный процесс, инициированный жалобой Зары Адамовны Исаевой (1954 года рождения) против Российской Федерации, поданной ею в Европейский суд по правам человека (ЕСПЧ) 27 апреля 2000 года. 4 февраля 2000 года, при попытке с родными и соседями покинуть осаждённое федеральными силами село, Исаева потеряла сына и трёх племянниц. Официальное расследование российских властей не нашло в действиях ВС РФ состава преступления и Исаева не была признана пострадавшей.

## Обстоятельства
4 февраля 2000 года большая группа боевиков вошла в село Катар-Юрт. Ранним утром того же дня начался обстрел села федеральными силами. Исаева с семьёй вынуждена была прятаться в подвале своего дома. Примерно в 15 часов, после окончания обстрела, они вышли на улицу и увидели односельчан, собирающих пожитки и покидающих село. Семья Исаевых на принадлежащей им «Газели», взяв с собой соседей, примерно в 15-30 выехала из села. Почти сразу после выезда их машину стали бомбить самолёты. В результате бомбёжки погибли сын Исаевой Зелимхан (23 года), и её племянницы Зарема (15 лет), Хеда (13 лет) и Марьям (6 лет) Батаевы. В тот же день племянник Исаевой Заур Батаев получил ранение и стал инвалидом. Исаева с раненными родственниками была в тот же день вывезена родными в Ачхой-Мартан, где и похоронила своего сына. Показания других свидетелей событий также указывают на массированные бомбёжки села 4-5 февраля 2000 года и многочисленные жертвы среди мирных жителей, пытавшихся покинуть село.
Согласно официальным заявлениям, в начале февраля 2000 года группа боевиков численностью до тысячи человек, оставивших Грозный, вошла в Катар-Юрт. Предложение сдаться было ими отвергнуто. Местные жители имели возможность покинуть село через гуманитарный коридор, который, однако, был перекрыт боевиками. Из-за тяжёлых потерь (53 убитых и более 200 раненных), федеральным силам пришлось использовать артиллерию и авиацию.
Впоследствии, когда Исаевы вернулись в родное село, они обнаружили свой дом разрушенным и разграбленным. Остававшийся в гараже автомобиль был сожжён.

## Расследование российских властей
16 сентября 2000 года, после обращения Исаевой к властям, было начато официальное расследование. В декабре 2000 года материалы были переданы в военную прокуратуру. Эксгумация не была проведена, поскольку она противоречит национальным обычаям. 13 марта 2002 года следствие было прекращено ввиду отсутствия состава преступления. Официальный ответ гласил, что применение силы в данном случае было необходимым. Исаева не была признана потерпевшей.

## Расследование Европейского суда
Хотя официальные власти указывали на возможность эвакуации населения через гуманитарный коридор, суд не обнаружил никаких свидетельств существования такого коридора. Блокпосты, установленные вокруг села, создавались с целью отделения боевиков от мирных жителей и не способствовали эвакуации мирного населения. ЕСПЧ не обнаружил никаких свидетельств того, соображения безопасности мирного населения играли сколь-нибудь заметное значение при планировании операции. Самолёты, бомбившие село, были вооружены тяжёлыми свободно падающими бомбами ФАБ-250 и ФАБ-500, имеющими радиус поражения более 1000 метров. Показания свидетелей и некоторых высших военных командиров свидетельствуют о стремлении «наказать» жителей села за нежелание сотрудничать с военными. В частности, свидетели видели, как генерал Шаманов приказывал не выпускать мирное население из села. Шаманов обвинял руководство сельской администрации в ухудшении положения, а генерал-майор Недобитко признал, что если бы жители пошли на «сотрудничество», можно было бы открыть оба выезда из села. Выводы отчёта о прекращении официального расследования противоречат материалам отчёта. Таким образом, все возражения российской стороны были отвергнуты.
24 февраля 2005 года ЕСПЧ единогласно признал факт нарушения российской стороной ст. 2 Европейской конвенции по правам человека (право на жизнь). Также шестью голосами против одного было признано, что имело место нарушение федеральными силами ст. 13 Европейской конвенции (право на эффективную правовую защиту). Россия в 3-месячный срок должна была выплатить компенсацию:
- 18 710 евро за материальный ущерб;
- 25 тысяч евро за моральный ущерб;
- 10 926 евро в счёт погашения расходов[2].